# Delegacia da Mulher

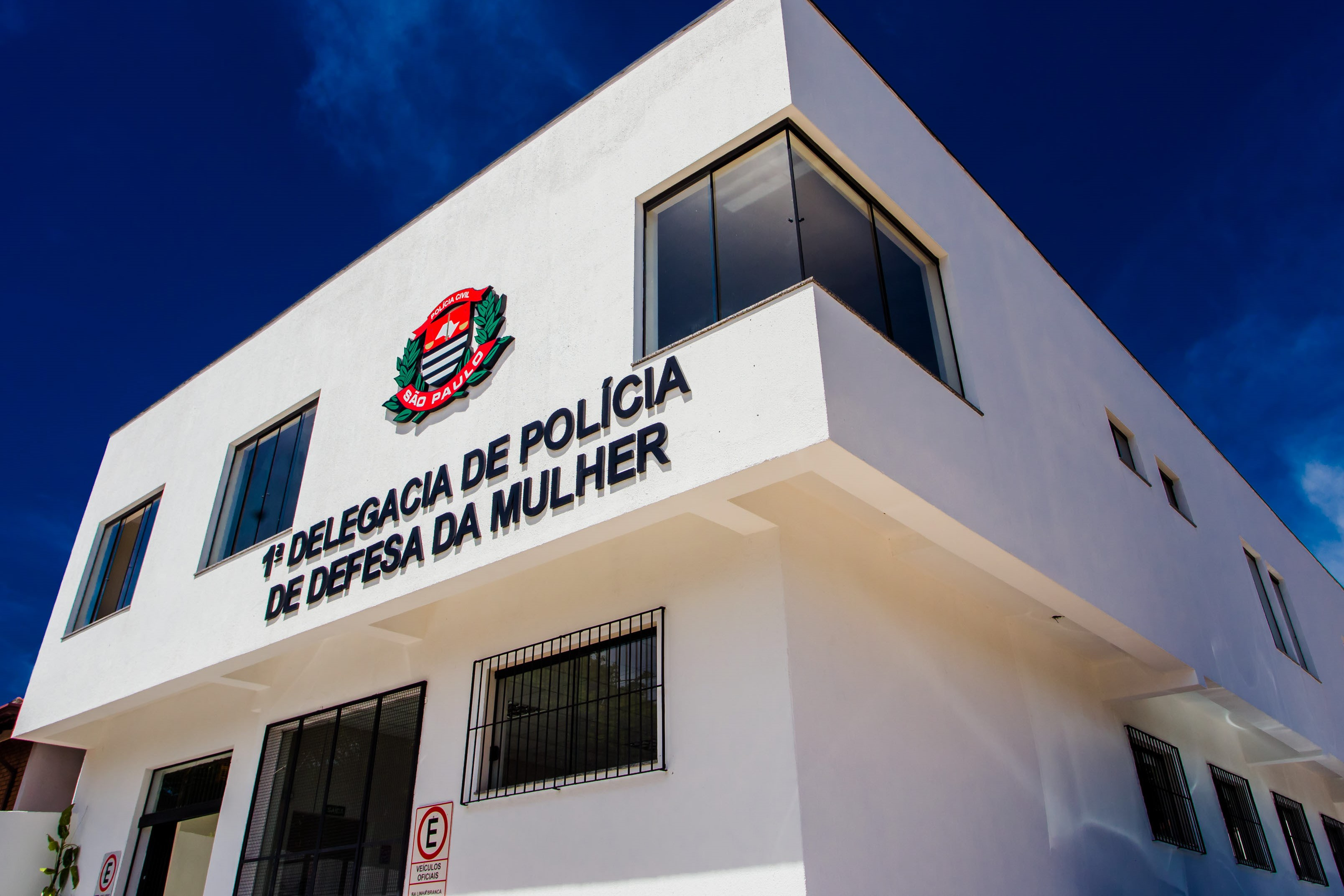
Delegacia da Mulher em Campinas, São Paulo, Brasil.

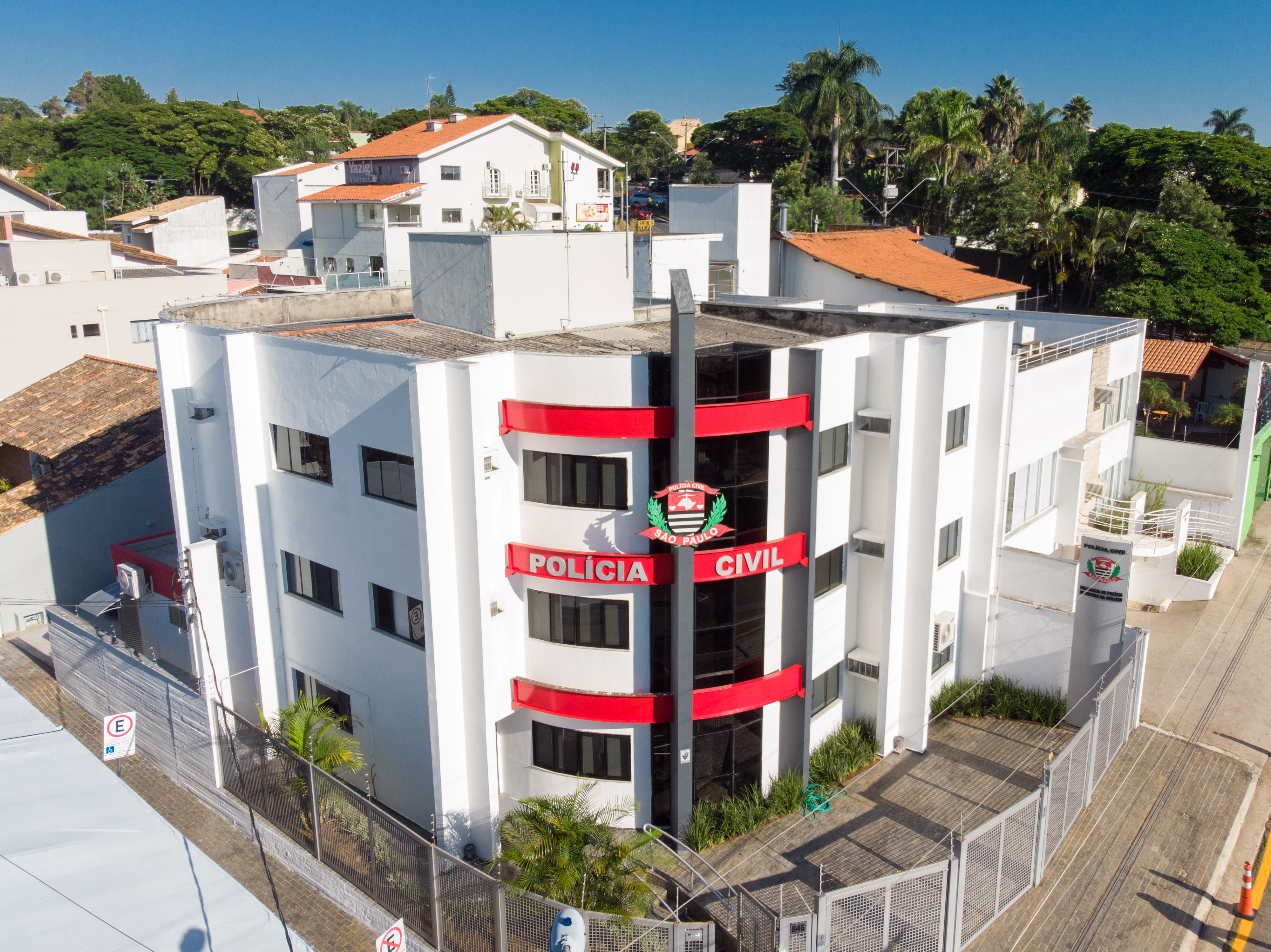
Delegacia da Mulher em Sorocaba, São Paulo, Brasil

A Delegacia de Defesa da Mulher, mais conhecida como Delegacia da Mulher, é um órgão público brasileiro criado para o combate à violência contra as mulheres. A primeira unidade foi inaugurada no estado de São Paulo em 6 de agosto de 1985 durante o governo Franco Montoro, sob o planejamento do então secretário da Segurança Pública Michel Temer.
A partir de sua criação, surgiram mais delegacias em outros estados do Brasil. Trinta anos depois, só no estado de São Paulo, havia 131 unidades, 24 na capital e região metropolitana e 107 no interior do estado. Em 2016, o estado do Rio de Janeiro tinha quatorze unidades.
Apesar do crescimento, a ex-ministra da Secretaria de Políticas para as Mulheres Iriny Lopes disse, em 2016, que o número atual ainda é insatisfatório, pois alguns municípios brasileiros são muito grandes, o que dificulta o deslocamento. Além deste problema, também foi apontada a falta de qualidade no atendimento, que sofre com a falta de profissionais comprometidos.
A Delegacia da Mulher tem por princípios:
- Assegurar tranquilidade à população feminina vítima de violência, através das atividades de investigação, prevenção e repressão dos delitos praticados contra a mulher;
- Auxiliar as mulheres agredidas, seus autores e familiares a encontrarem o caminho da não violência, através de trabalho preventivo, educativo e curativo efetuado pelos setores jurídico e psicossocial.